# Cleithracara maronii
Cleithracara maronii es una especie de peces de la familia Cichlidae en el orden Perciformes.

## Morfología
Los machos pueden llegar alcanzar los 7,1 cm de longitud total.

## Alimentación
Come gusanos, crustáceos, insectos.

## Hábitat
Vive en zonas de clima tropical entre 22 °C-25 °C de temperatura.

## Distribución geográfica
Se encuentran en Sudamérica: isla de Trinidad ,  Trinidad y Tobago. delta del río Orinoco y los ríos comprendidos entre el río Barima (Guayana) y el río Ouanary (Guayana Francesa ).